# Světový den modliteb za péči o stvoření
Světový den modliteb za péči o stvoření (též Světový den modlitby za ochranu stvoření ) je mezinárodní den slavený 1. září zaměřený na životní prostředí. Slaví se v křesťanských církvích: v pravoslavné od roku 1989, kdy ho vyhlásil tehdejší ekumenický patriarcha Demetros I., v katolické od roku 2015. Katolická církev se přidala poté, co tento den v srpnu 2015 v návaznosti na svoji encykliku Laudato si’ vyhlásil papež František.